# John Brademas
John Brademas, ameriški politik, pedagog, prostozidar in akademik, * 2. marec 1927, Mishawaka, Indiana, ZDA, † 11. julij 2016, New York, ZDA.
Med letoma 1959 in 1981 je bil kongresnik ZDA iz Indiane.
Je član Evropske akademije znanosti in umetnosti.